# Cimarrones del Chocó
Cimarrones del Chocó es un club de baloncesto colombiano con base en la ciudad de Quibdo, Choco, que participa de la Liga Profesional de Baloncesto de Colombia. Juegan en condición de local en el Coliseo La Caldera y utilizan indumentaria amarilla y verde. El equipo se ha consagrado campeón dos veces en toda su historia de la LPBC: en 2014 y en 2017.

## Historia
Cimarrones es producto de la iniciativa del jugador Edgar Moreno, que planteó en 2012 el proyecto para crear un equipo de baloncesto profesional en el Chocó. Inicialmente el equipo -fuertemente apoyado por el gobernador Luis Gilberto Murillo- se llamó Nuevo Chocó; pero tras la salida de Murillo de la gobernación, el proyecto fue renombrado como Cimarrones. Recién en agosto de 2013 consiguieron ser incorporados a la Liga Profesional de Baloncesto de Colombia como franquicia de expansión. A pesar de apenas iniciar en la competencia, Cimarrones fue la gran revelación al terminar segundo en la fase de grupos y lograr la clasificación a semifinales, en donde fue eliminado por Academia de la Montaña.
En el torneo del primer semestre de 2014 clasificó primero en su grupo con 38 puntos, lo que le llevó a enfrentar en segunda fase al histórico Piratas de Bogotá, dejándolo en el camino por 3-1 luego de empatar 1-1 la serie en Bogotá y finalmente ganarla en casa con dos victorias consecutivas. En la semifinal se encontraría con Academia de la Montaña, equipo que lo había eliminado el semestre anterior, pero esta vez la historia sería diferente, pues Cimarrones ganaría la serie por 3-0.
El equipo liderado por el trío Edgar Moreno, Camontae Griffin y Eleutherio Rentería enfrentó en la final a Guerreros de Bogotá. Luego de ganar los dos primeros partidos en Quibdo, se trasladaron a la capital nacional donde perdieron toda la ventaja adquirida y se vieron obligados a disputar un último partido decisivo para definir el campeonato. En un apretado juego, el Coliseo El Salitre fue testigo del título del equipo chocoano, que doblegó a los capitalinos con un tanteador de 78-76 para cerrar la serie 3-2.
En el segundo semestre de 2014 el equipo hizo una buena campaña en la temporada regular, y llegó hasta los cuartos de final del torneo donde derrotó a los Piratas de Bogotá por 3-2. Sin embargo el equipo capitalino presentó una queja por la inclusión antirreglamentaria de dos jugadores, lo que motivó una sanción por parte de la LPBC que implicó la anulación de los puntos conseguidos en los últimos tres partidos de la serie y que derivó en el pase a semifinales de Piratas en lugar de Cimarrones. Los chocoanos, disconformes con la situación, elevaron un planteamiento judicial, lo que provocó que el campeonato fuera suspendido. Por todo el escándalo causado por los dirigentes de Cimarrones, el equipo fue desafiliado de la LPBC en 2015 y FIBA Américas le prohibió representar a Colombia en la Liga de las Américas 2015.
Los chocoanos retornaron a la máxima competición del baloncesto profesional colombiano en 2016. Al año siguiente, guiados por los venezolanos Jhornan Zamora y José Rodríguez, Cimarrones se consagró campeón de la Liga Colombiana de Baloncesto 2017 derrotando en la final al conjunto Fastbreak del Valle.
En 2020 el club firmó un acuerdo con Everth Julio Hawkins, el gobernador de San Andrés y Providencia, para que Cimarrones cambiara su sede de local del oeste colombiano al Caribe Colombiano. Nació así el Cimarrones Caribbean Storm, que jugó durante dos semestres antes de disolverse y permitir el retorno de Cimarrones al Chocó.

## Trayectoria
Nota: G: partidos ganados, P: partidos perdidos, Pts.: puntos obtenidos
| Temporada            | G                    | P                    | Pts.                 | Play-offs                              | Resultado                                                                  |
| Cimarrones del Chocó | Cimarrones del Chocó | Cimarrones del Chocó | Cimarrones del Chocó | Cimarrones del Chocó                   | Cimarrones del Chocó                                                       |
| -------------------- | -------------------- | -------------------- | -------------------- | -------------------------------------- | -------------------------------------------------------------------------- |
| 2013-II              | 26                   | 10                   | 62                   | Pierde semifinal                       | Academia 3, Cimarrones 1                                                   |
| 2014-I               | 18                   | 2                    | 38                   | Gana cuartos Gana semifinal Gana final | Piratas 1, Cimarrones 3 Academia 0, Cimarrones 3 Cimarrones 3, Guerreros 2 |
| 2014-II              | 18                   | 2                    | 38                   | Pierde cuartos                         | Sancionados                                                                |
| 2016-I               | 17                   | 11                   | 44                   | Pierde semifinal                       | Búcaros 3, Cimarrones 1                                                    |
| 2017-I               | 17                   | 11                   | 43                   | Gana semifinal Gana final              | Sanción a favor Fastbreak 1, Cimarrones 2                                  |
| 2021-I               | 4                    | 7                    | 15                   | Pierde cuartos                         | Motilones del Norte 2, Cimarrones 0                                        |

## Palmarés
- Liga Profesional de Baloncesto (2): Campeón 2014-I y 2017
- Liga Profesional de Baloncesto (2): Subcampeón 2018-C y 2021-II